# Олимпийский комитет СССР
Олимпи́йский комите́т СССР (полное наименование — Национа́льный олимпи́йский комите́т Сою́за Сове́тских Социалисти́ческих Респу́блик аббрев. НОК СССР) — организация, представлявшая СССР в международном Олимпийском движении, национальный олимпийский комитет (НОК) СССР. Был признан 7 мая 1951 года на 46-й сессии МОК, благодаря чему национальная команда СССР была допущена к участию в Олимпийских играх. Олимпийский комитет был создан в 1951 году, а ликвидирован в 1992 году (в 1911—1917 годах и с 1992 года функционирует Олимпийский комитет России).

## История
Процесс включения спортивных организаций СССР в международное сообщество начался ещё в 1946 году, когда первыми членами международных спортивных федераций стали Всесоюзные секции по футболу и тяжёлой атлетике. К моменту создания Олимпийского комитета СССР советские спортсмены состояли почти в 20-и международных спортивных федерациях (МСФ) и вели в них активную работу. Тем не менее, несмотря на вступление советских спортсменов в МСФ по олимпийским видам спорта, из-за отсутствия в стране национального олимпийского комитета, они всё так же не имели возможности участвовать в Олимпийских играх.
В связи с этим, после долгих обсуждений было принято решение о создании Национального олимпийского комитета (НОК) СССР. НОК СССР был основан 23 апреля 1951 года как первая и единственная общественная организация, представлявшая советский спорт в международном олимпийском движении. Первым председателем НОК СССР с 1951 по 1975 годы являлся Константин Андрианов.
7 мая 1951 года 45-я сессия Международного олимпийского комитета (МОК) вынесла решение о признании Олимпийского комитета СССР, в то время были признаны НОК 53 страны. В ходе обсуждения этого вопроса выступили представители национальных олимпийских комитетов Чехословакии, Польши, Италии, Бельгии, Франции и ряда других стран, которые высказались за признание НОК СССР. На той же сессии в состав Международного олимпийского комитета от СССР был избран действующий председатель НОК СССР К. Андрианов.
В соответствии с Олимпийской хартией, НОК СССР содействовал развитию олимпийского движения, физической культуры и спорта в стране, расширению и укреплению международных спортивных связей, формировал национальную олимпийскую команду, направлял спортсменов на олимпийские состязания, осуществлял контроль за их выступлением на играх, обеспечивал финансирование, экипировку, проезд и размещение команд на Олимпиадах. Также НОК СССР сотрудничал с национальными олимпийскими комитетами и другими спортивными организациями, входящими в международные спортивные объединения, признанные Международным олимпийским комитетом.
Национальный олимпийский комитет СССР избирался сроком на четыре года, а его высшим органом являлся пленум, который созывался не реже одного раза в год. В состав Олимпийского комитета СССР входили представители всех спортивных федераций СССР, спорткомитетов СССР и союзных республик, а также известные спортсмены и видные деятели спорта. Среди них были и олимпийские чемпионы, такие как тяжелоатлет Юрий Власов, гимнастка Софья Муратова, лыжник Павел Колчин, легкоатлет Владимир Куц.
Вскоре после создания НОК СССР состоялся дебют советских спортсменов на Олимпийских играх. Их первое выступление на XV Олимпийских играх в Хельсинки в 1952 году принесло большой успех. Они получили 22 золотые, 30 серебряных и 19 бронзовых медалей (всего 71 медаль) и набрали в неофициальном командном зачёте одинаковое со спортсменами США количество очков — 494. Первой обладательницей золотой олимпийской медали в истории советского спорта стала метательница диска Нина Ромашкова (Пономарёва).
Существование Олимпийского комитета СССР и его признание со стороны МОК позволило советским спортсменам участвовать во всех Олимпийских играх, проходивших с 1952 по 1991 годы. Исключением стали лишь XXIII Олимпийские игры в Лос-Анджелесе 1984 года, бойкотированные СССР. Таким образом, представители СССР участвовали в 9-и летних и 9-и зимних Олимпийских играх.
НОК СССР являлся непосредственным организатором XXII Летних Олимпийских игр в Москве в 1980 году.
Олимпийский комитет СССР был распущен 12 марта 1992 года вслед за распадом СССР в 1991 году. В 1992 году спортсмены бывшего СССР участвовали в летней Олимпиаде-1992 в Барселоне и Зимней Олимпиаде-1992 в Альбервиле объединённой командой стран СНГ под олимпийским флагом.

## Председатели НОК СССР
| ФИО                                | Годы жизни | В должности |
| ---------------------------------- | ---------- | ----------- |
| Константин Александрович Андрианов | 1910—1988  | 1951—1977   |
| Сергей Павлович Павлов             | 1929—1993  | 1977—1983   |
| Марат Владимирович Грамов          | 1927—1998  | 1983—1990   |
| Виталий Георгиевич Смирнов         | род. 1935  | 1990—1992   |

## Члены МОК от СССР
| Член                 | Годы жизни | Годы в МОК | Должности в МОК                                                        | Должность в НОК СССР                                                             |
| -------------------- | ---------- | ---------- | ---------------------------------------------------------------------- | -------------------------------------------------------------------------------- |
| Константин Андрианов | 1910—1988  | 1951—1988  | Член исполкома (1962—1974), вице-президент МОК (1966—1970)             | Председатель НОК СССР (1951—1977), заместитель председателя НОК СССР (1977—1988) |
| Алексей Романов      | 1904—1979  | 1952—1971  |                                                                        |                                                                                  |
| Виталий Смирнов      | род. 1935  | 1971—2015  | Член исполкома (1974—1982), вице-президент МОК (1978—1984 и 1986—1990) | Председатель НОК СССР (1990—1992)                                                |
| Марат Грамов         | 1927—1998  | 1988—1992  |                                                                        | Председатель НОК СССР (1983—1990)                                                |